# Boleron

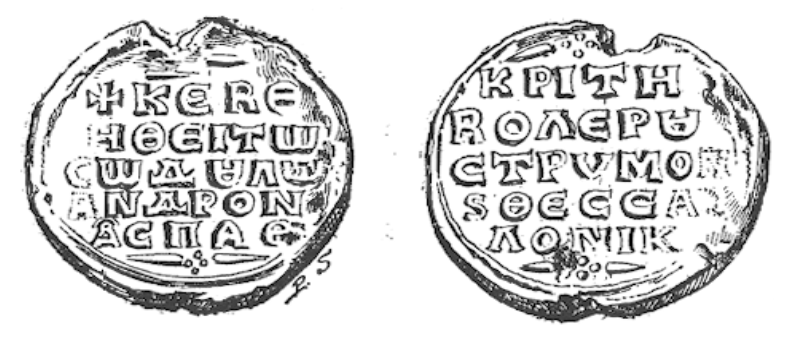
Sigillo di Andronico, protospatario e krites di Boleron, Strymon e Tessalonica.

Boleron (in greco Βολερόν?) era il nome di una regione e di una provincia bizantina nella Tracia sud-occidentale durante il Medioevo.
La regione è menzionata per la prima volta nella Vita di San Gregorio il Decapolita, della metà del IX secolo, e designa l'area racchiusa tra il fiume Mesta a ovest, i Monti Rodopi a nord, la valle di Korpiles a est e il Mar Egeo a sud. All'inizio dell'XI secolo, divenne un'unità amministrativa distinta, ma ebbe una storia travagliata: una dioikesis (distretto fiscale) nel 1047, è attestata come thema separato, con almeno due Bandon conosciuti, Mosinopoli e Periteorio, nel 1083, ma più spesso si trova come parte di una provincia composita insieme alle themata più antiche di Thessalonike e Strymon.
Dopo la disgregazione dell'Impero bizantino in seguito alla Quarta Crociata, la regione passò al Regno di Tessalonica e ne seguì le sorti fino alla conquista da parte dell'Impero di Nicea. Nel 1246 circa, Giovanni III Vatatze ricostituì il Boleron come provincia separata di Boleron-Mosinopoli. All'inizio del XIV secolo, durante il dominio degli imperatori Paleologi, fu nuovamente unita a Strymon e Serres in un thema più ampio, ma nel 1344 il suo status era ormai decaduto: un documento datato a quell'anno considera Boleron (insieme a Serres, Strymon e altre località) un semplice kastron (un piccolo distretto incentrato su un insediamento fortificato), piuttosto che un thema vero e proprio.